# Lamont (Washington)
Lamont és una població dels Estats Units a l'estat de Washington. Segons el cens del 2000 tenia 106 habitants.

## Demografia
Segons el cens del 2000, Lamont tenia 106 habitants, 35 habitatges, i 26 famílies. La densitat de població era de 141,1 habitants per km².
Dels 35 habitatges en un 51,4% hi vivien nens de menys de 18 anys, en un 51,4% hi vivien parelles casades, en un 11,4% dones solteres, i en un 25,7% no eren unitats familiars. En el 20% dels habitatges hi vivien persones soles el 8,6% de les quals corresponia a persones de 65 anys o més que vivien soles. El nombre mitjà de persones vivint en cada habitatge era de 3,03 i el nombre mitjà de persones que vivien en cada família era de 3,54.
Per edats la població es repartia de la següent manera: un 37,7% tenia menys de 18 anys, un 6,6% entre 18 i 24, un 31,1% entre 25 i 44, un 13,2% de 45 a 60 i un 11,3% 65 anys o més.
L'edat mediana era de 30 anys. Per cada 100 dones de 18 o més anys hi havia 94,1 homes.
La renda mediana per habitatge era de 32.778 $ i la renda mediana per família de 32.750 $. Els homes tenien una renda mediana de 31.250 $ mentre que les dones 16.250 $. La renda per capita de la població era de 10.026 $. Aproximadament el 13% de les famílies i el 15,4% de la població estaven per davall del llindar de pobresa.

## Poblacions més properes
El següent diagrama mostra les poblacions més properes.